# Herpele
Herpele – rodzaj płazów beznogich z rodziny Herpelidae.

## Rozmieszczenie geograficzne
Rodzaj obejmuje gatunki występujące w południowo-wschodniej Nigerii na wschód do zachodniej Republiki Środkowoafrykańskiej i na południe do skrajnie zachodniej Demokratycznej Republiki Konga; prawdopodobnie również w eksklawie Kabindzie w Angoli.

## Systematyka
Rodzaj zdefiniował w 1880 roku niemiecki zoolog Wilhelm Peters w artykule zatytułowanym O klasyfikacji płazów beznogich, a w szczególności o rodzajach Rhinatrema i Gymnopis, opublikowanym w czasopiśmie „Monatsberichte der Königlichen Preussische Akademie des Wissenschaften zu Berlin”. Gatunkiem typowym jest (oznaczenie monotypowe) H. squalostoma.

### Etymologia
Herpele: gr. ερπήλη erpēlē ‘rodzaj pełzającego zwierzęcia używanego jako przynęta w połowach’.

### Podział systematyczny
Do rodzaju należą następujące gatunki:
- Herpele multiplicata Nieden, 1912
- Herpele squalostoma (Stutchbury, 1836)